# Nemuroglanis mariai
Nemuroglanis mariai és una espècie de peix de la família dels heptaptèrids i de l'ordre dels siluriformes.

## Morfologia
- Els mascles poden assolir 4,1 cm de longitud total.
- Nombre de vèrtebres: 42-44.[5][6]

## Hàbitat
És un peix d'aigua dolça i de clima tropical.

## Distribució geogràfica
Es troba a Sud-amèrica: sector occidental de la conca del riu Orinoco (conques dels rius Guaviare i Meta a Colòmbia).